# 岡村直子
岡村 直子（おかむら なおこ、1964年4月9日 - ）は、日本の文部科学官僚。

## 人物
1988年東京工業大学（のちの東京科学大学）工学部化学工学科卒業。東工大SOMINITY出身。在学中のNHKのYOUに参加。北爪智也研究室に所属し、1990年同大学大学院理工学研究科化学工学専攻修士課程を修了後、科学技術庁入庁。
1998年コーネル大学大学院修了、Master of Professional Studies for International Development。2009年政策研究大学院大学政策研究科科学技術政策コース博士課程単位取得満期退学。
2006年伊吹文明文部科学大臣秘書官事務取扱、2007年文部科学省研究開発局海洋地球課地球・環境科学技術推進室長、2008年欧州連合日本政府代表部参事官、2011年文部科学省研究振興局ライフサイエンス課生命倫理・安全対策室長、2013年内閣官房健康・医療戦略室参事官、2015年文部科学省研究開発局原子力課長、2017年文部科学省研究振興局参事官、同年文部科学省大臣官房政策課長、2018年文部科学省大臣官房審議官、2020年内閣府宇宙開発戦略推進事務局審議官兼内閣府科学技術・イノベーション推進事務局審議官。
2022年文部科学省国際統括官、日本ユネスコ国内委員会事務総長。2023年日本医療研究開発機構執行役。